# Rapid Metro Gurgaon
| Spurweite: | 1435 mm (Normalspur) |                          |                          |
| |                      |                          |                          |
| \| \| \| \| \| \| \| \| Moulsari Avenue \| \| \| \| \| Cyber City \| \| \| \| \| Phase 3 \| \| \| \| \| Belvedere Towers \| \| \| \| \| \| \| \| \| \| Phase 2 \| \| \| \| \| Sikanderpur Gelb/Linie 2 \| \| \| \| \| Phase 1 \| \| \| \| \| Sektor 42–43 \| \| \| \| \| Sektor 53–54 \| \| \| \| \| Sektor 54 Chowk \| \| \| \| \| Sektor 55–56 \| \| |                      |                          |                          |
| U-Bahn-Strecke von links · U-Bahn-Strecke von rechts |                      |                          |                          |
| U-Bahn-Strecke geradeaus · U-Bahn-Bahnhof |                      | Moulsari Avenue          | Moulsari Avenue          |
| U-Bahn-Bahnhof · U-Bahn-Strecke |                      | Cyber City               | Cyber City               |
| U-Bahn-Strecke geradeaus · U-Bahn-Bahnhof |                      | Phase 3                  | Phase 3                  |
| U-Bahn-Bahnhof · U-Bahn-Strecke |                      | Belvedere Towers         | Belvedere Towers         |
| U-Bahn-Strecke nach links · U-Bahn-Abzweig geradeaus und von rechts |                      |                          |                          |
| U-Bahn-Bahnhof |                      | Phase 2                  | Phase 2                  |
| U-Bahn-Turmbahnhof mit Tunnelstrecke |                      | Sikanderpur Gelb/Linie 2 | Sikanderpur Gelb/Linie 2 |
| U-Bahn-Bahnhof |                      | Phase 1                  | Phase 1                  |
| U-Bahn-Bahnhof |                      | Sektor 42–43             | Sektor 42–43             |
| U-Bahn-Bahnhof |                      | Sektor 53–54             | Sektor 53–54             |
| U-Bahn-Bahnhof |                      | Sektor 54 Chowk          | Sektor 54 Chowk          |
| U-Bahn-Kopfbahnhof Ende Hochstrecke |                      | Sektor 55–56             | Sektor 55–56             |

Die Rapid Metro Gurgaon ist eine Metrolinie in der Stadt Gurugram im indischen Bundesstaat Haryana. Die Linie wird von einer eigenständigen Gesellschaft betrieben, ist aber an das Liniennetz der Metro Delhi angeschlossen und in das gleiche Fahrkartensystem (Tokens oder Smartcards) eingebunden, so dass diese auch hier benutzt werden können. Die Umsteigemöglichkeit besteht an der Station Sikanderpur. Die gesamte Linie der Rapid Metro Gurgaon ist als Hochbahn konstruiert mit einer Länge von 11,7 km und bedient elf Stationen im Norden von Gurugram.
Die Betreibergesellschaft Rapid MetroRail Gurgaon Limited (RMGL) ist eine privat finanzierte Gesellschaft, die die ersten Streckenabschnitte der Rapid Metro aus privaten Mitteln finanziert hat. Dies sollte einen zusätzlichen Vermarktungsanreiz für die anliegenden Immobilien in der Cyber City bieten.
Der erste Abschnitt der Strecke von Sikanderpur mit der Schleife zur Cyber City wurde am 14. November 2013 eröffnet. Der zweite Abschnitt entlang der Golf Course Road bis zur Rajesh Pilot Road wurde am 31. März 2017 in Betrieb genommen.

## Geschichte

### Phase I
Die 3,2 km lange Metrostrecke zwischen Sikanderpur und dem National Highway 8 wurde ursprünglich schon im September 2007 vorgeschlagen. Die Haryana Stadtentwicklungsbehörde (englisch: Haryana Urban Development Authority (HUDA)) lud im Jahr 2008 Firmen ein, ihr Interesse an dem Projekt zu bekunden, um den Bau und den Betrieb auf 99 Jahre zu gewähren. Die Grundstückentwicklungegesellschaft DLF wollte zu Vermarktungszwecken aber bereits von Anfang an eine Metroverbindung zur Cyber City anbieten. Bei einer erneuten Ausschreibung im Juli 2008 stellte sich ein Konsortium aus DLF und IL&FS als einziger Bieter heraus. Das Projekt sollte dann gemeinschaftlich von DLF und den Infrastructure Leasing & Financial Services (IL&FS) gebaut werden. Die DLF zog sich jedoch aufgrund von finanziellen Problemen aus dem Projekt zurück, und die IL&FS wurde der einzige Besitzer. Das Unternehmen hat zur Durchführung des Projekts keine Unterstützung aus öffentlichen Kassen der der indischen Bundesregierung oder von Bundesstaat Haryana erhalten. Selbst der Grund, der für den Bau der Rapid Metro notwendig war, wurde dem Unternehmen nicht über die Konzession zur Verfügung gestellt.
Die Rapid Metro war das erste vollständig privat finanzierte Metrosystem in Indien. Das Projekt wurde als Öffentlich-Private Partnerschaft durchgeführt. Die gesamten Kosten wurden aus privaten Mitteln aufgebracht, während die Regierung von Haryana die Grundstück und das Betriebsrecht auf Erbpachtbasis beisteuerte. Der Betrieb erfolgt ebenfalls auf Kosten der Privateigner. Während die HUDA ursprünglich dagegen war, dass eine private Gesellschaft Gewinne aus dem ÖPNV erwirtschaftet, wurde später doch ein Vertrag geschlossen, der das Konsortium verpflichtet 7,65 Mrd. INR über 35 Jahre an die HUDA als „Netzgebühr“ zu zahlen sowie 5–10 % der Werbeeinnahmen und Erlösen aus der Grundstücksentwicklung.
Der Vertrag über  dieses 9 Mrd. INR Projekt wurde im Juli 2009 abschlossen und sah eine Fertigstellung innerhalb von 30 Monaten vor. Der Grundstein wurde am 11. August 2009 gelegt. Die Strecke wurde von der Rapid MetroRail Gurgaon Limited (RMGL) sowohl gebaut als auch jetzt betrieben. Die tatsächlichen Kosten des Projekts wurden im Oktober 2012 mit 10,88 Milliarden INR angegeben.
Ursprünglich für 2012 geplant, erfolgte die Eröffnung des Streckenabschnitts aus Phase I am 14. November 2013.

### Phase II
Am 11. Juni 2013 kündigte die IL&FS Engineering and Construction Company Limited an der Börse in Bombay an, dass sie die Ausschreibung über 2,665 Mrd. INR zum Bau der Hochbahnstrecke für Phase 2 erlangt hatte. Das Bauprojekt sollte innerhalb von 24 Monaten fertig gestellt werden. Außerdem gewann die IL&FS ebenfalls Ausschreibung zur Errichtung der fünf Stationen des Projekts im Umfang von 843 Millionen INR. Die südliche Erweiterung erfolgt als zweigleisige Strecke über 6,6 km Länge von Sikanderpur bis Sector 55 und 56 in Gurgaon. Während auf dem Abschnitt zwischen den Stationen Phase 2 und Phase 3 stattfanden, wurde im Oktober 2012 gleichzeitig der Grundstein für die Erweiterung durch Chief Minister Bhupinder Singh gelegt.
Die Bauarbeiten zur Phase II begannen im April 2013 und sollten ursprünglich bis zum Juli 2015 fertiggestellt sein. Letztlich wurde die Vollendung bis Ende 2016 angestrebt. Im Juni 2016 waren dann 75 % der konstruktiven Arbeiten von Phase 2 komplettiert. Die Testfahrten entlang der 6,3 km langen Strecke wurden im Dezember 2016 durchgeführt. Im März 2017 wurde dann die Inspektion durch den Commissioner of Metro Rail Safety – die finale Abnahme zur Freigabe – gestellt. Die Eröffnung erfolgte dann am 31. März 2017.

## Stationen

### Phase I
Die Strecke der Phase I umfasst eine Strecke von 5,1 km. Der Abschnitt zwischen Sikanderpur und der Station Phase 2 ist zweigleisig, während der anschließenden Abschnitt als eingleisige Schleife angelegt ist. Die Bahnsteiglänge beträgt jeweils 75 m.
Die Station Sikanderpur ist eine Umsteigestation zur Metro Delhi. Die beiden Stationen sind über eine 90 m Fußgängerbrücke miteinander verbunden. Das Depot befindet sich zwischen den Stationen Micromax Moulsari Avenue und Phase 3.
| Stationen | Stationen                 | Stationen         | Stationen           |
| #         | Stationsname              | Eröffnung         | Umsteigemöglichkeit |
| --------- | ------------------------- | ----------------- | ------------------- |
| 1         | Sikanderpur               | 14. November 2013 | Gelb/Linie 2        |
| 2         | Phase 2                   | 14. November 2013 | keine               |
| 3         | Vodafone Belvedere Towers | 14. November 2013 | keine               |
| 4         | IndusInd Bank Cyber City  | 7. Mai 2014       | keine               |
| 5         | Micromax Moulsari Avenue  | 14. November 2013 | keine               |
| 6         | Phase 3                   | 14. November 2013 | keine               |

### Phase II
Die Strecke wurde über 6,6 km in die süd-östliche Richtung entlang der Golf Course Road bis zum Sektor 56 in Gurugram verlängert und ist ebenfalls vollständig als Hochbahn konstruiert. Dieser Abschnitt wurde am 31. März 2017 zunächst bis zum Sektor 53–54 eröffnet. Die zwei übrigen Stationen folgten am 25. April 2017.
| Stationen | Stationen       | Stationen      | Stationen           |
| #         | Stationsname    | Eröffnung      | Umsteigemöglichkeit |
| --------- | --------------- | -------------- | ------------------- |
| 1         | Phase 1         | 31. März 2017  | keine               |
| 2         | Sector 42–43    | 31. März 2017  | keine               |
| 3         | Sector 53–54    | 31. März 2017  | keine               |
| 4         | Sector 54 Chowk | 25. April 2017 | keine               |
| 5         | Sector 55–56    | 25. April 2017 | keine               |

## Infrastruktur
Die Strecke ist vollständig als Hochbahn konstruiert und wird automatisch betrieben.

### Wagenpark
Die Ausschreibung als Hauptauftragnehmer zum Bau der Wagen gewann die Firma Siemens Transportation am 21. April 2010. Darum sollte Siemens fünf 3-Wagen-Züge liefern. Der Auftrag zum Wagenbau wurde an das chinesische Unternehmen CSR Zhuzhou Electric Locomotive Works als Subunternehmer weitergeleitet. Die ersten 3-Wagen-Züge, die in China gebaut wurden, erreichten Gurugram am 11. September 2012. Die RMGL bestellte im Zuge der Erweiterung in Phase II weitere sieben Züge bei Siemens. Die letzten vier dieser Züge wurden am 5. Februar 2016 nach Gurugram ausgeliefert.
Die Züge mit 3 Wagen kosten jeweils rund 300 Mio. INR. Die Farbgebung ist silber und blau. Die Gesamtlänge eines Zuges beträgt etwa 60 m. Die Wagenkästen sind 2,8 m breit und haben vier Türen auf jeder Seite, im Dach ist eine Klimaanlage eingebaut. Jeder Zug bietet Platz für rund 800 Passagiere. Der Zugbetrieb ist auf eine Kapazität von 30.000 Reisenden pro Stunde ausgelegt.
Jeder Zug besteht aus drei Wagen. Die Stromversorgung mit 750 V Gleichstrom erfolgt über eine seitliche Stromschiene.

## Betrieb

### Betreibergesellschaft
Die Linie wird von der Rapid MetroRail Gurgaon Limited (RMGL) betrieben, die als Joint Venture zwischen den Immobiliengesellschaften DLF und IL&FS gegründet wurde. Die DLF besitzt viele Immobilienprojekte entlang der Strecke, während die IL&FS der Mehrheitseigner im Joint Venture ist. Die DLF verkaufte später ihre Anteile an das Unternehmen IL&FS und verließ das gemeinsame Joint Venture. Danach hielt die IL&FS Transportation Networks Ltd (ITNL) einen Anteil von 82,8 % an der RMGL, die Tochtergesellschaft IL&FS Rail Ltd (IRL) einen Anteil von 17,2 %. Zur Reduzierung der finanziellen Belastung verkaufte die ITNL am 11. Februar 2016 einen Anteil von 49 % zurück an die Muttergesellschaft Infrastructure Leasing & Financial Services Ltd (IL&FS).

### Fahrscheine
Die Benutzung der Rapid Metro kostet zwischen 20 und 35 INR je nach Entfernung und Richtung. Die Tokens und Smartcards der Delhi Metro werden ebenfalls akzeptiert und können zur Fahrt in der Rapid Metro Gurgaon benutzt werden. Es gibt einen Übergangstarif zur Metro Delhi. Das automatische Fahrpreiserhebungs- und Zugangssystem wurde von der Thales Group installiert.

### Betriebszeiten
Die Züge fahren von 6:05 h bis 0:36 h. Die Strecke wird mit 3-Wagen-Zügen in einem 4-Minuten-Takt betrieben. Die Maximalgeschwindigkeit der Züge liegt bei 80 km/h, die durchschnittliche Reisegeschwindigkeit liegt bei 40 km/h.